# Fernando Alexandre
Fernando Manuel de Almeida Alexandre (nascut el 1972) és un professor i polític portuguès. És ministre d'Educació, Ciència i Innovació de Portugal des del 2024, en el XXIV Govern Constitucional, liderat per Luís Montenegro. També va ser secretari d'Estat d'Administració Interna en el XIX Govern Constitucional, dirigit per Pedro Passos Coelho.
És professor associat al Departament d'Economia de la Universitat de Minho des de 2009, després d'haver completat el seu grau i màster en Economia a la Universitat de Coimbra i un doctorat en Economia a la Universitat de Londres - Birkbeck College amb una tesi sobre política monetària i mercats financers el 2003.